# Fjällsjö församling
Fjällsjö församling är en församling i Norra Jämtlands kontrakt i Härnösands stift. Församlingen ingår i Strömsunds pastorat och ligger i Strömsunds kommun i Jämtlands län i Ångermanland.

## Administrativ historik
Församlingen bildades under 1400-talet genom en utbrytning ur Ramsele församling. 1772 utbröts Tåsjö församling och 1799 Bodums församling
Församlingen var till 1838 annexförsamling i pastoratet Ramsele, Helgum, Fjällsjö och Edsele som  från 1772 även omfattade Tåsjö församling och från 1799 Bodums församling. Från 1836 till 1838 annexförsamling i pastoratet Ramsele, Fjällsjö, Edsele, Tåsjö och Bodum. Från 1838 till 11 februari 1908 annexförsamling i pastoratet Bodum och Fjällsjö som till 1902 även omfattade Tåsjö församling.. Från 11 februari 1908 till 2009 eget pastorat. Församlingen ingår sedan 2009 i Strömsunds pastorat.

## Kyrkor
- Fjällsjö kyrka